# Un dimanche d'été
Pour plus de détails, voir Fiche technique et Distribution.
Un dimanche d'été (Una domenica d'estate) est un film italien réalisé par Giulio Petroni, sorti en 1962.

## Fiche technique
- Titre original : Una domenica d'estate
- Titre français : Un dimanche d'été
- Réalisation : Giulio Petroni
- Scénario : Sergio Amidei
- Photographie : Franco Villa (de)
- Décors : Franco Lolli
- Pays d'origine :  Italie
- Format : Noir et blanc
- Genre : Comédie
- Durée : 95 minutes
- Dates de sortie : 
  - Italie : 10 mars 1962

## Distribution
- Ugo Tognazzi : Benito
- Raimondo Vianello : Adolfo
- Jean-Pierre Aumont : Valerio
- Anna Maria Ferrero : Milena
- Karin Baal : Silvana
- Françoise Fabian : Elisabetta
- Franco Fabrizi : Giacomo
- Dominique Boschero : Dolores
- Gina Rovere : Maria
- Angelo Zanolli : Andrea
- Ulla Jacobsson : Olga
- Eddie Bracken : Armando
- Jacques Bergerac : Osvaldo
- Daniela Bianchi : Donatella
- Annie Gorassini : Ursula
- Annabella Incotrera : Lilly
- Renato Speziali : Alberto
- Rosita Pisano : Anita
- Jimmy il Fenomeno